# Relações entre Mongólia e Vietnã
As relações entre Mongólia e Vietnã são relações bilaterais entre os dois países. O Vietnã tem uma embaixada em Ulã Bator. A Mongólia tem uma embaixada em Hanói.

## Acordos
Os dois países estabeleceram laços diplomáticos em 1954. Embora a Mongólia não tenha participado diretamente da Guerra do Vietnã, ela expressou seu apoio ideológico ao Vietnã do Norte por meio de apoio semelhante na Segunda Guerra Mundial à União Soviética e na Guerra da Coreia à Coreia do Norte, e forneceu gado como assistência material, incluindo mais de 100.000 cabeças de cavalos, vacas e ovelhas. Após a guerra, a Mongólia recebeu mais de 400 crianças órfãs de guerra entre as décadas de 1960 e 1970. O líder do Vietnã do Norte, Ho Chi Minh, visitou a Mongólia e expressou sua gratidão pelo apoio da Mongólia durante a guerra; o líder mongol Yumjaagiin Tsedenbal fez uma visita recíproca a Hanói no final daquele ano. Naquela época, os dois países assinaram o Acordo de Cooperação Econômica e Cultural e, no ano seguinte, começaram a realizar comércio bilateral. Os países assinaram um Tratado de Amizade e Cooperação em 1961, renovaram-no em 1979 e assinaram um novo em 1995. Em 13 de janeiro de 2003, os países assinaram um documento de cooperação de 8 tópicos, comprometendo-se com a cooperação entre os dois governos e seus órgãos legislativos, substituindo um documento anterior assinado em 1998.
Os países realizaram sessões do comitê intergovernamental Vietnã-Mongólia sobre cooperação em comércio, economia e tecnologia científica, sendo que uma delas foi realizada em Ulã Bator, em 2010. Em 25 de maio de 2004, em Ulã Bator, os países assinaram acordos sobre transporte ferroviário e cooperação científica e tecnológica. Outros acordos abrangeram áreas como proteção de plantas e regulamentos de quarentena, alfândega, saúde e educação.

## Visitas de Estado
Os presidentes vietnamitas Ho Chi Minh, Trần Đức Lương e Nguyen Minh Triet visitaram a Mongólia em 1955, 2004 e 2008, respectivamente. O presidente do Conselho de Estado vietnamita Trường Chinh visitou a Mongólia em 1984. Os presidentes da Mongólia Punsalmaagiin Ochirbat, Nambaryn Enkhbayar e Natsagiin Bagabandi visitaram o Vietnã em 1994, 2002 e 2005, respectivamente.

## Comércio
As exportações do Vietnã para a Mongólia aumentaram de US$ 2,4 milhões em 2005 para US$ 3,3 milhões em 2006 e US$ 5,7 milhões em 2007. A meta era atingir US$ 10 milhões de comércio bilateral até 2010. Durante a visita de Nguyen Minh Triet à Mongólia em outubro de 2008, o Vietnã concordou em vender 20.000 toneladas de arroz para a Mongólia.

## Outros laços entre os países
O Christina Nobel Children Fund é um fundo de caridade que financia cuidados médicos para crianças em situação de rua nos dois países.